# جون لورانس
جون لورانس (بالإنجليزية: John Laurance)‏ (و. 1750 – 1810 م) هو سياسي، وقاض، ومحام من الولايات المتحدة الأمريكية ولد في مدينة نيويورك.
تولى منصب عضو مجلس الشيوخ الأمريكي .وهو عضو في الحزب الفيدرالي الأمريكي .